# Dala-Floda
Dala-Floda – miejscowość (tätort) w Szwecji, w regionie administracyjnym (län) Dalarna, w gminie Gagnef.
Według danych Szwedzkiego Urzędu Statystycznego liczba ludności wyniosła: 701 (31 grudnia 2015), 684 (31 grudnia 2018) i 680 (31 grudnia 2019).